# Fabrizio Cammarata
Fabrizio Cammarata (Caltanissetta, 30 agosto 1975) è un allenatore di calcio ed ex calciatore italiano, di ruolo attaccante.

## Carriera

### Giocatore

#### Club

Cammarata in azione con la squadra Primavera della Juventus nella stagione 1993-1994

Cresciuto nelle giovanili della Juventus, insieme ad Alessandro Del Piero ha costituito la coppia d'attacco che ha guidato la formazione Primavera, nella stagione 1993-1994, ai successi nel Torneo di Viareggio e nel campionato di categoria. Esordisce tra i professionisti nel campionato di Serie B 1994-1995 con il Verona, giocando con gli scaligeri per cinque anni, tre in cadetteria e due in massima categoria, esordendo in Serie A il 15 settembre 1996 contro il Bologna e totalizzando 126 presenze e 42 gol. Le cinque stagioni in Veneto sono inframmezzate dalle parentesi in serie cadetta al Torino, 21 presenze e 3 reti nell'annata 1996-1997, e al Pescara, 5 reti in 28 partite nell'edizione 1997-1998.
Nella stagione 2000-2001 passa al Cagliari, dopo aver disputato un positivo campionato con il Verona e avergli garantito la permanenza in Serie A, andando peraltro a rete contro le blasonate Juventus, Milan e Roma. Il suo acquisto da parte dei sardi è uno dei più cospicui della gestione Cellino, sicché grandi sono le aspettative sull'aeroplanino siculo, ma i risultati non saranno all'altezza. Con i rossoblù gioca fino a metà della stagione 2003-2004, timbrando in totale 107 presenze e 24 gol; in gennaio passa in prestito al Parma con cui disputa 9 gare tra campionato e Coppa UEFA.
Rientrato a Cagliari, viene dirottato per la stagione 2004-2005 al Catanzaro dove mette a referto 17 partite e 1 gol. Va meglio l'annata successiva, con il ritorno a Pescara: infatti in 34 presenze è 7 volte tra i marcatori. Nell'annata 2006-2007 è al Taranto, in Serie C1, con cui disputa un buon campionato fatto di 28 presenze e 9 reti, guadagnandosi la riconferma per il torneo successivo dov'è titolare fin quando, nel gennaio del 2008, viene acquistato dalla Salernitana con cui conquista la promozione in Serie B.
Nella stagione 2008-2009 viene ceduto in prestito alla Pro Patria ma, dopo un girone di andata in cui non riesce a lasciare il segno, viene girato sempre in prestito alla Sambenedettese. A fine stagione torna a Salerno, rescindendo il 6 agosto il contratto con il club granata. Nell'annata 2009-2010 segna 9 gol in 23 presenze con la maglia della Pro Vasto. Il 30 agosto passa alla Renato Curi Angolana, in Serie D; con gli abruzzesi realizza 13 reti in 31 partite di campionato. Nell'annata 2011-2012 scende in Eccellenza, dove milita nelle file del Sulmona sino al ritiro avvenuto a metà stagione, per diventare allenatore della stessa compagine.

#### Nazionale
Conta presenze nelle Under-16 e Under-18 azzurre. Debutta nell'Under-21 di Cesare Maldini il 20 dicembre 1995 contro i pari età della Bulgaria.

### Allenatore
Nel corso della stagione 2011-2012 diviene allenatore del Sulmona, squadra di Eccellenza di cui era fin lì giocatore, conquistando a fine stagione la Coppa Italia di categoria. L'annata successiva passa ad allenare nel settore giovanile del Pescara; nella stagione 2015-2016 ricopre il ruolo di vice della formazione Primavera biancazzurra.
Nella stagione 2017-2018 si trasferisce in Russia, guidando la formazione Under-17 del Terek Groznyj. La stagione seguente approda in Oman, entrando nello staff della Muscat Football Academy. Il 22 novembre 2019 subentra alla guida della Dinamo City, compagine militante nella seconda serie albanese. Il 28 dicembre 2020, con la squadra imbattuta e prima in classifica, si dimette dall'incarico.
Il 2 gennaio 2021 prende le redini dell'Apolonia Fier, squadra della massima serie albanese. Rimane a Fier sino all'estate seguente, quando accetta il ruolo di assistente di Tony Popović sulla panchina australiana del Melbourne Victory; durante quest'esperienza, nel febbraio 2022 partecipa alla vittoria della FFA Cup.
Non confermato per la stagione 2023-2024, dopo due stagioni lascia l'Australia per approdare a Dubai, come tecnico della squadra Under-21 dell'Al-Nasr; per lo spazio del novembre 2023 assume inoltre ad interim la guida della prima squadra.

## Palmarès

### Giocatore

#### Club

##### Competizioni giovanili
- Campionato Primavera: 1

Juventus: 1993-1994
- Torneo di Viareggio: 1

Juventus: 1994

##### Competizioni nazionali
- Campionato italiano di Serie B: 1

Verona: 1998-1999
- Campionato italiano Serie C1: 1

Salernitana: 2007-2008 (girone B)

### Allenatore
- Coppa Italia di Eccellenza Abruzzo: 1

Sulmona: 2011-2012